# Аввакумов, Яков Александрович
Яков Александрович Аввакумов (1 октября 1897—7 июля 1942) — советский военный деятель, участник Первой мировой войны, Гражданской войны в России и Великой Отечественной войны, генерал-майор (1940).

## Биография
Родился 1 октября 1897 года в селе Телешовка Покровской волости Симбирского уезда Симбирской губернии (ныне Цильнинский район Ульяновской области).
С мая 1916 г. мобилизован на военную службу в Русскую императорскую армию и направлен в 5-й Симбирский запасной полк в городе Ашхабад, где в марте 1917 г. окончил учебную команду. В начале мая с маршевой ротой убыл на Юго-Западный фронт. Воевал в составе 7-го Заамурского стрелкового полка 3-й Заамурской дивизии, дослужился до старшего унтер-офицера. В декабре 1917 г. был демобилизован. 
С октября 1918 г. в Рабоче-крестьянской Красной армии и назначен командиром взвода Симбирского караульного батальона. В мае 1919 г. направлен на Симбирские пехотные командные курсы, по окончании которых в марте 1920 г. убыл на Кавказский фронт в распоряжение командующего 11-й армией. По прибытии к новому месту службы был назначен в 1-й Грузинский Рабоче-Крестьянский полк, где исполнял должности командира роты и батальона. С сентября 1920 г. командовал батальоном сначала в 162-м стрелковом полку 18-й стрелковой дивизии в г. Дилижан (Армения), затем в 8-м Кавказском стрелковом полку в г. Ленкорань (Азербайджан). Участвовал в боях против английских интервентов и бандформирований Кучук-хана на Иранском фронте. В июне 1921 г. Я.А. Аввакумов был направлен на учебу в Высшую тактико-стрелковую школу комсостава РККА им. III Коминтерна. После ее окончания в августе 1922 г. был назначен командиром батальона Кавказского стрелкового полка 20-й стрелковой дивизии в г. Ленинакан. В 1924 года стал членом ВКП(б). С мая 1929 г. он исполнял должность помощника командира 2-го Кавказского стрелкового полка 1-й Кавказского стрелковой дивизии в г. Ахалцихе. С января 1934 г. командовал 59-м Кавказским стрелковым полком в составе 3-й Кавказской Краснознаменной горнострелковой дивизии. За успехи в боевой подготовке полка награжден орденом Красной Звезды (1936). В 1935 году в Красной армии и флоте был введены персональные звания и Я. А. Аввакумову в 1936 году было присвоено звание полковник. С сентября 1937 по август 1938 г. Я.А. Аввакумов находился в загранкомандировке, за что был награжден орденом Красного Знамени (1938). После возвращения в СССР 2 октября 1938 г. он был назначен командиром 93-й стрелковой дивизии Забайкальского военного округа. Избирался депутатом Верховного Совета РСФСР I созыва (1938—1947). Делегат XVIII-го съезда ВКП(б), который проходил в Москве 10—21 марта 1939 года. С ноября 1939 г. командовал 35-м стрелковым корпусом в Одесском военном округе. Указом Президиума Верховного Совета СССР «Об установлении воинских званий высшего командного состава Красной Армии» от 7 мая 1940 года в РККА были введены генеральские звания. В связи с этим 4 июня 1940 года комбриг Аввакумов был переаттестован в генерал-майора. В июне 1940 г. переведен старшим инспектором 1-го отдела Управления начальника пехоты Красной армии. В декабре он направляется на КУВНАС при Военной академии РККА им. М. В. Фрунзе, которые окончил в мае 1941 г. В начале Великой Отечественной войны генерал-майор Я. А. Аввакумов в июле 1941 г. назначен командиром оперативной группы петрозаводского направления. С 24 июля он вступил в командование Петрозаводской стрелковой дивизией, которая вела боевые действия в составе 7-й армии Северного, а с 24 августа - Карельского фронтов. Ее части действовали севернее Ладожского озера. С 24 сентября 1941 г. она была переименована в 37-ю стрелковую дивизию, а с 15 октября вошла в состав Медвежьегорской оперативной группы Карельского фронта. С 15 октября Я. А. Аввакумов временно исполнял должность командующего этой оперативной группой, затем был отозван в Москву в Управление начальника пехоты Красной армии на прежнюю должность. С ноября 1941 г. он исполняет должность начальника управления тыла - заместителем командующего 61-й армией, формировавшейся в Приволжском военном округе в г. Саратов. В ходе битвы под Москвой в начале декабря армия была сосредоточена в районе Ряжск, Раненбург, Мичуринск. С 6 декабря ее соединения вступили в бой с противником в районе ст. Павелец. С 9 декабря армия в составе Юго-Западного, а с 24 декабря - Брянского фронтов участвовала в наступлении на болховском и орловском направлениях. С апреля 1942 г. ее войска в составе Брянского, а с июля - Западного фронтов вели оборонительные боевые действия южнее и юго-западнее г. Белев, прикрывая калужское и тульское направления. Погиб в бою 7 июля 1942 года западнее г. Белев . Находясь на наблюдательном пункте армии, получил тяжелое ранение во время налета авиации противника. 7 июля 1942 года умер от ран в госпитале 226-го медико-санитарного батальона. Похоронен в г. Белев Тульской области. 

## Воинские звания
Полковник — 24 января 1936;
Комбриг —31 июля 1938;
Генерал-майор — 04 июня 1940.

## Награды
Орден Красного Знамени (14.11.1938); 
Орден Красной Звезды (16.08.1936) — за выдающиеся успехи в боевой, политической и технической подготовке соединений, частей и подразделений РККА;
Орден Отечественной войны 1-й степени (06.05.1965) — в связи с 20-летием победы над фашистской Германией (посмертно);
Медаль «ХХ лет РККА» (22.02.1938).

## Семья
Жена — Аввакумова Мария Андреевна.